# Eleanor H. Porter
Eleanor Emily Hodgman Porter (Littleton, 19 de dezembro de 1868 — Cambridge, 21 de maio de 1920) foi uma romancista estadunidense. Sua obra mais famosa foi Pollyanna (1913).
Seus romances adultos incluem The Turn of the Tide (1908), Miss Billy(1911), Miss Billy's Decision(1912), Miss Billy Married(1914), The Road to Understanding (1917), Oh Money! Money! (1918), Dawn (1919), Keith's Dark Tower (1919), Mary Marie (1920) e Sister Sue (1921). Suas histórias curtas incluem Money, Love and Kate (1924) e Little Pardner (1927).

## Biografia
Eleanor Emily Hodgman nasceu em Littleton, New Hampshire, em 19 de dezembro de 1868, filha de Llewella French (nascida Woolson) e Francis Fletcher Hodgman, um farmacêutico.Ela era a filha mais nova (o irmão mais velho, Fred, nasceu em 1864). Ela era descendente de Mayflower e traçava sua linhagem diretamente até o governador Bradford.
Quando era muito pequena, Eleanor começou a brincar e a cantar. Mesmo antes de aprender a ler anotações, ela criava pequenas peças para expressar seu humor. Naturalmente, foi decidido em sua família que ela era “musical” e toda a sua educação foi planejada para cultivar esse talento.
Porém, ela também tinha gosto pela escrita, e aniversários, casamentos e outras ocasiões importantes entre seus conhecidos eram sempre comemorados com um pequeno poema de Eleanor.
Quando jovem, ela era apreciada por sua talentosa voz para cantar e frequentemente era convidada como vocalista para eventos sociais da comunidade e da igreja. Ela frequentou escolas locais, a Littleton High School e foi ensinada em casa devido a problemas de saúde. Numa época em que as mulheres eram particularmente definidas como donas de casa, Eleanor  Porter perseguiu os seus interesses e talentos numa carreira nas artes.
Ela foi treinada como cantora, frequentando o New England Conservatory (NEC) por vários anos, cantou em coros de igrejas, concertos e deu aulas particulares. Em 1892, casou-se com John Lyman Porter – um empresário de Corinth, Vermont –, durante os dez anos seguintes, o casal morou em vários locais diferentes, incluindo Chattanooga, Nova York e Springfield, até se mudarem para Cambridge, Massachusetts, onde começou a escrever e publicar seus contos e, mais tarde, romances.  
Sua carreira literária terminou quando ela desenvolveu tuberculose pulmonar aos 51 anos. Eleanor morreu em Cambridge, Massachusetts, em 21 de maio de 1920, e foi sepultada no cemitério Mount Auburn.

## Carreira
Eleanor frequentou escolas públicas, mas devido a problemas de saúde abandonou o ensino médio e continuou seus estudos com professores particulares. No início ela seguiu uma carreira na música, mas em uma idade jovem ela também mostrou sinais de talento na escrita. Ela estudou voz em Boston, frequentando o NEC, e cantou em coros de igrejas, concertos e deu aulas particulares. Além de ensinar música, ela era membro da Igreja Congregacionalista e ativa em várias organizações, incluindo as Filhas da Revolução Americana (DAR) e o Boston Author's Club (BAC).

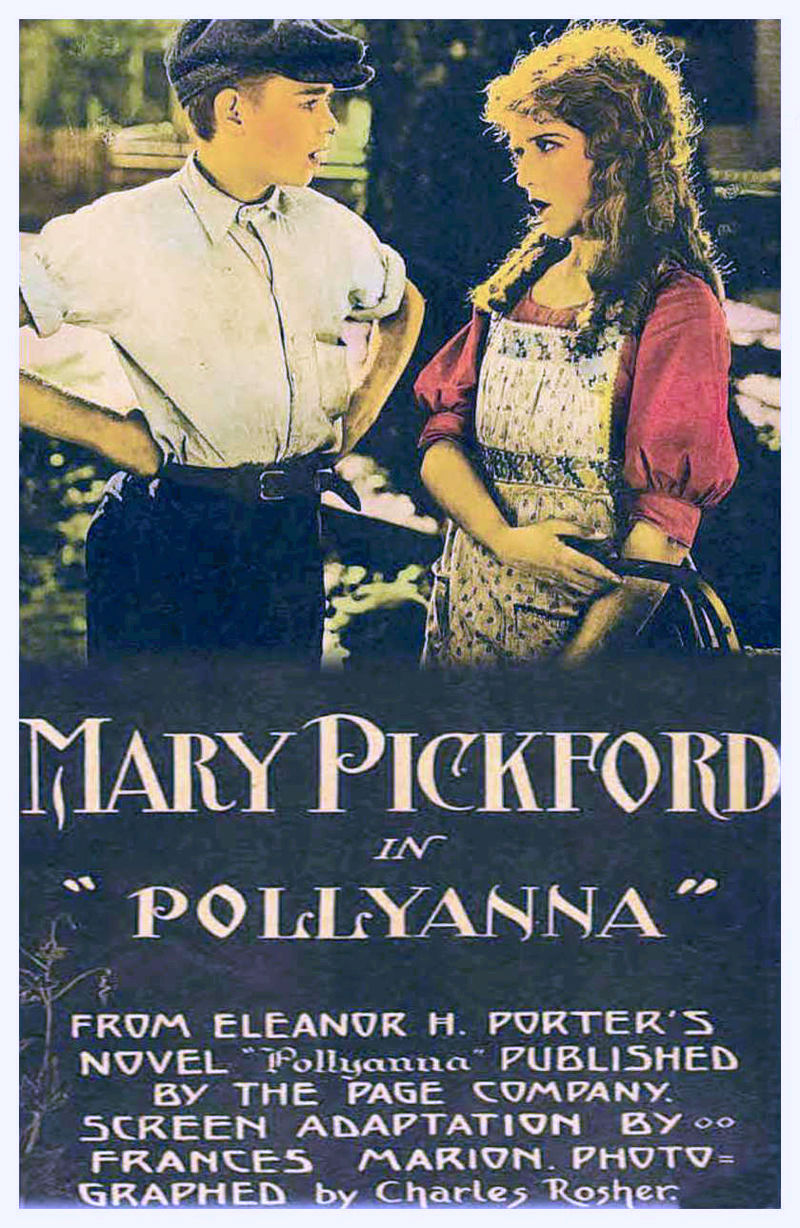
Pôster do filme Pollyanna estrelado por Mary Pickford em 1920.

O ano de 1901 marcou uma virada na vida de Porter. Abandonou a música e tornou-se escritora, obra pela qual é mais celebrada até hoje. Seu primeiro romance Cross Currents, publicado em 1907, foi muito bem. Seu segundo Miss Billy lançado em 1911 atraiu um número ainda maior de leitores. No entanto, seu trabalho mais popular foi, sem dúvida, seu terceiro romance Pollyanna, publicado em 1913. O oitavo na lista dos mais vendidos naquele ano, saltou para o segundo lugar em 1914. Mesmo sua sequência de 1915, Pollyanna Grows Up, ficou em quarto lugar na lista dos mais vendidos. Seus próximos quatro romances publicados de 1916-1920 também estavam entre os dez primeiros. Seu romance Just David de 1916, ficou em terceiro lugar na lista de mais vendidos dos Estados Unidos. Ao longo de sua carreira, ela escreveu 16 romances.
Embora seus romances fossem obras de ficção essencialmente sentimentais, Porter, com seu olhar jornalístico, escreveu comentários sociais profundos ao incluir temas de denúncias contemporâneas. Por exemplo, Cross Currents lida com trabalho infantil; Pollyanna, com associações de caridade femininas insinceras e superplanejadas; Pollyanna Grows Up, com senhorios de favelas; e Mary Marie (1920), com o divórcio. A conquista única de Porter foi descrita como “Um compromisso entre reforma e gentileza, entre gentileza e nivelamento democrático”. Seus leitores gostaram de seu tom otimista e de como, sem pregar ou moralizar, ela incentivou a fé nas virtudes cristãs e uma perspectiva democrática.

## Pollyana

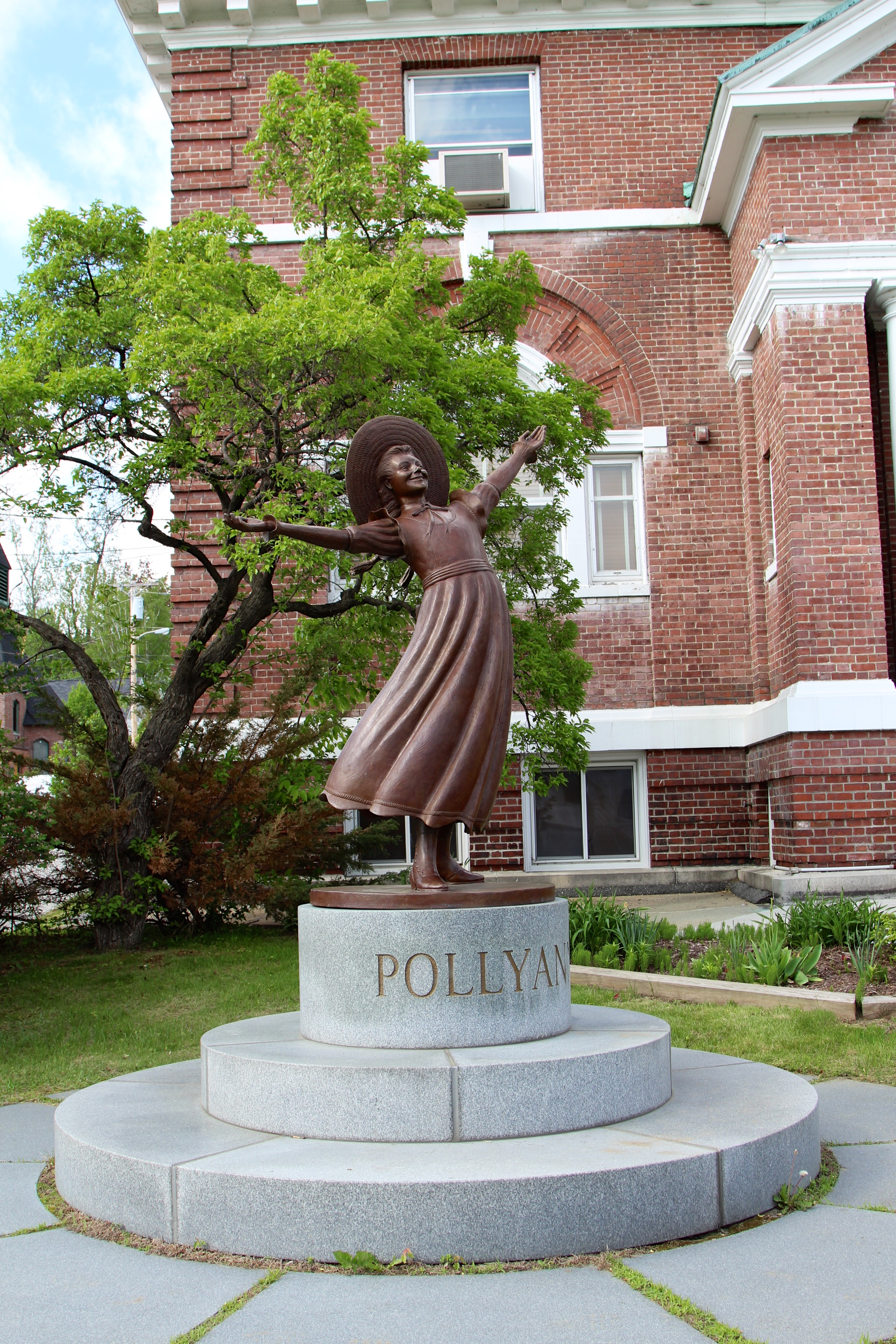
Estátua de bronze de Pollyanna em frente a biblioteca pública de Littleton.

Seu romance mais conhecido é Pollyanna (bra: Poliana) (1913), sendo lançada, posteriormente, a continuação Pollyanna Grows Up (bra: Pollyanna Moça) (1915).
Pollyanna foi traduzida para oito idiomas, tornou-se uma peça de teatro em 1916 e um filme estrelado por Mary Pickford em 1920. Walt Disney também produziu o filme Pollyanna estrelado por Hayley Mills em 1960. O nome “Pollyanna” também foi dado a produtos comerciais, incluindo um jogo. Em 1917, os editores de Porter registraram as palavras “Pollyanna” e “Glad”. Eles emitiram um “Calendário Alegre” para registrar boas ações junto com o Pollyanna Annual: The Yearly Glad Book (1917). Após sua morte, o mesmo personagem continuou nos livros infantis de Harriet L. Smith e Elizabeth Borton, aumentando o número de leitores de “Pollyanna”.

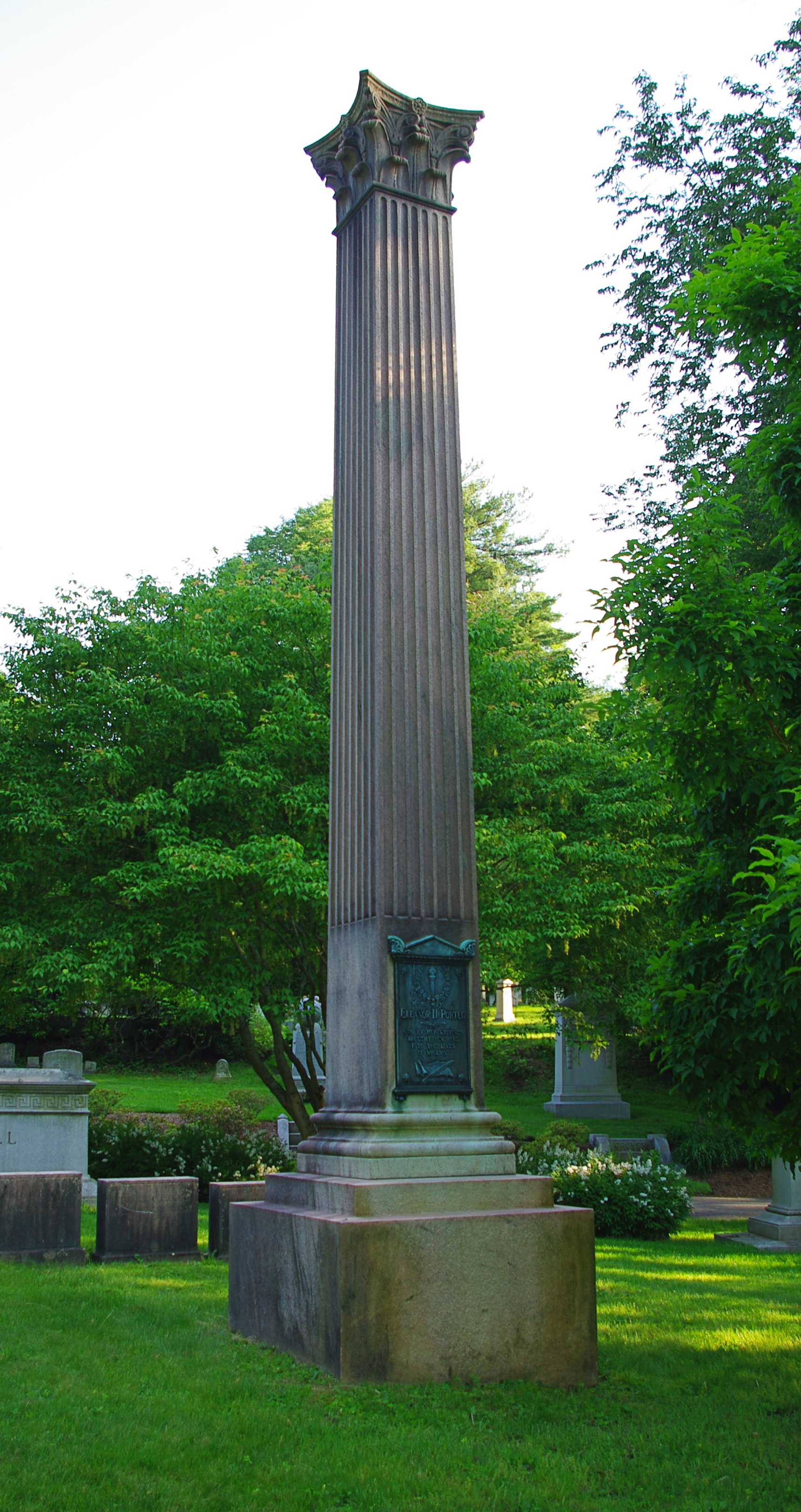
Sepultura de Eleanor H. Porter, Mount Auburn Cemetery, Estados Unidos

## Morte
Sua carreira literária terminou quando ela desenvolveu tuberculose pulmonar aos 51 anos. Ela morreu logo depois em sua casa em Cambridge, Massachusetts, em 21 de maio de 1920 e foi enterrada no Cemitério de Mount Auburn. Seus contos foram coletados e publicados nos cinco anos após sua morte.
Digno de nota, o impressionante monumento de 22 pés de altura no seu túmulo que comemora sua vida é construído em mármore rosa da Geórgia (mármore Etowah). A inscrição na tabuleta de bronze escuro diz: “Em memória de Eleanor H. Porter, que por seus escritos trouxe a luz do sol para a vida de milhões”. Abaixo dessas palavras encontra-se uma bela escultura de pergaminho aberto de um escritor e caneta de pena, e acima deles o emblema de uma tocha cercada por uma coroa de flores, talvez simbolizando uma chama eterna e vitória sobre a morte. Ela está enterrada ao lado de outros membros da família Hodgman e ao lado de seu marido John Lyman Porter.
Em 2002, foi inaugurada uma estátua de bronze da famosa personagem Pollyanna, em frente a Biblioteca Pública de Littleton, cidade natal da autora. Em 2019, o governador Sunnunu assinou uma proclamação para declarar o segundo sábado de junho como o Dia da Pollyanna (Pollyana Day) em todo o estado.

## Obras

### Romances
- Cross Currents (1907)[11]
- The Turn of the Tide (1908)
- "The Story of Marco (1911)
- Miss Billy (1911)
- Miss Billy’s Decision (1912)
- Pollyanna (1913)
- The Sunbridge Girls at Six Star Ranch (1913)
- Miss Billy Married (1914)
- Pollyanna Grows Up (1915)
- Just David (1916)
- The Road to Understanding (1917)
- "Oh, Money! Money! (1918)
- The Tangled Threads (1919)[3][12]
- Dawn (1919)
- Keith’s Dark Tower (1919)
- ''Mary Marie'' (1920)
- Sister Sue (1921; póstumo)